# باب مارتین
باب مارتین (انگلیسی: Bob Martin؛ زادهٔ ۸ دسامبر ۱۹۶۲) فیلم‌نامه‌نویس و بازیگر اهل کانادا است.
از فیلم‌ها یا مجموعه‌های تلویزیونی که وی در آن‌ها نقش داشته‌است، می‌توان به جشن رقص پایان سال، دیشب و مصائب و مشکلات اشاره نمود.